# 레지 E. 캐시
레지널드 "레지" E. 캐시(영어: Reginald "Reg" E. Cathey, 1958년 8월 18일 ~ 2018년 2월 9일)는 미국의 배우이다. 연극, 텔레비전, 영화 등 다양한 방면으로 연기 활동을 했는데, 대표 출연작으로 드라마 《더 와이어》, 《오즈》, 《하우스 오브 카드》 등이 있다. 2015년 개봉하는 조시 트랭크 감독의 영화 《판타스틱 포》에서는, 스톰 남매의 아버지 프랭클린 스톰 박사 역으로 출연한다.

## 출연 작품
- 탱크걸
- 더 와이어
- 판타스틱 4
- 하우스 오브 카드
- 루크 케이지
- 핸즈 오브 스톤